# Juan Seren
Juan Seren (Morón, Provincia de Buenos Aires; 11 de agosto de 1983) es un cantautor de tango argentino.

## Biografía
Seren nació en Morón, Provincia de Buenos Aires. En el 2010 graba su primer disco “Suerte Negra”(2010) y, junto a Los Púa Abajo, produce sus discos Casa Cuore (2014) y Tango sin reservas (2017). Desde el 2013 es cantor del Quinteto Criollo González Calo, con quienes registra el álbum Milonga conurbana (2019). Mismo año en el que lanza su EP Vermú junto a su agrupación dedicada al bolero, Los Últimos Floristas. En el 2020, interviene como letrista en el disco Arcadia de Astillero + Chino Laborde.
Con sus diferentes proyectos, ha realizado conciertos tanto en Argentina como en Europa, llevando su propuesta por escenarios tales como el Centro Cultural Kirchner, la Usina del Arte, el Auditorio de la Biblioteca Nacional, el Teatro Isabel la Católica y la Maison de l'Argentine.
En cuanto a su oficio de escritor, junto a la ilustradora Lucía Vera, crea y escribe Escalafandra; cómics tanguero publicado por la revista El Sordo, siendo también convocado para escribir artículos musicales en el diario Tiempo Argentino y en la revista Caras y Caretas. En el 2019 se estrena Un disparo en la noche 2, película documental del director Alejandro Diez sobre el tango actual en donde participa como entrevistador y guionista.

## Discografía
- 2010: Suerte Negra (Juan Seren)
- 2014: Casa Cuore (Juan Seren y Los Púa Abajo)
- 2017: Tango sin reservas (Juan Seren y Los Púa Abajo)
- 2019: Milonga Conurbana (Quinteto Criollo González Calo & Juan Seren)
- 2019: Vermú (Juan Seren y Los Últimos Floristas)

## Filmografía
- Un disparo en la noche 2 (2019)